# اليد الخفية: دراسة في الحركات اليهودية الهدامة والسرية
اليد الخفية: دراسة في الحركات اليهودية الهدامة والسرية كتاب للدكتور عبد الوهاب المسيري يتناول ويفند نظرية المؤامرة اليهودية الصهيونية الكبرى التي يؤمن بها ويتبناها العديد من المفكرين والمحللين السياسيين والاجتماعيين عند تحليل أو تفسير أي ظاهرة لها ارتباط باليهود.

## المؤامرة اليهودية الكبرى
ونظرية المؤامرة اليهودية الكبرى تدعي أن هناك خطة أو مؤامرة حاكها اليهود منذ قديم الأزل، وأن هذه الخطة لها أهدافها ومراحلها التي يتم تنفيذها على مر الزمان بواسطة اليهود حول العالم.
وتفترض هذه النظرية أن يهود العالم ما هم إلا كيان واحد يتحرك بشكل جماعي ومتشابه ويجمع هذا الكيان وحدة الهدف ألا وهو تدمير العالم والبشرية ونشر الرذائل والشرور بين بني الإنسان.
حيث يؤكد المؤلف أن اليهود على مر التاريخ ما هم إلا جماعات إنسانية تتميز بسمات وصفات كأي جماعة أخرى.
ويعرض الكتاب لنا تاريخ اليهود ومراحل انتشارهم في دول العالم وتشرذمهم وتحولهم إلى أقليات، ويؤكد أن جماعات اليهود المنتشرة حول العالم يجب دراسة سلوكياتهم وأفعالهم في سياق الزمان والمكان المتواجدين فيه. ويسوق لنا د. عبد الوهاب المسيري عدد من الأمثلة من خلال فصول الكتاب.

## الجريمة اليهودية
فنجده في أحد الفصول يتناول أسطورة الجريمة اليهودية، والتي تنسب صفات إجرامية خارقة إلى اليهود، فنجد أنه إذا ارتكب أمريكي يهودي مثلا لجريمة قتل يعمم الناس فورا صفة القتل والجريمة على كل اليهود متناسين العديد من العوامل والاعتبارات الأخرى مثل ما هي نسبة المجرمين بين يهود أمركيا بالنسبة للعدد سكان أمريكا ككل، وما هي الدوافع التي أدت إلى جريمة القتل هذه، ..إلخ.

## العبقرية اليهودية
وفي فصل آخر يتناول الكاتب تعبير العبقرية اليهودية التي يروج لها اليهود وللأسف تجد صداها في مجتماعتنا العربية، ويؤكد أنه ليس معنى بزوخ أسماء من العباقرة مثل أينشتاين من أصول يهودية أن كل اليهود عباقرة، وإلا فلماذا لم ينبغ أحد من يهود أثيوبيا مثلا، فالسياق الحضاري والعلمي الذي تواجد به أينشتاين هو الذي هيأ له أسباب النجاح والنبوغ.

## الصهيونية
من أهم الموضوعات التي يتناولها الكتاب أيضا الصهيونية وأرض صهيون أو أرض الميعاد، ويؤكد الكاتب أن وعد بلفور الذي أعطى اليهود حق إنشاء الدولة الصهيونية في فلسطين لم يكن بسبب حب بلفور لليهود، ولكن لأنه يريد الخلاص منهم. ويؤكد الكاتب أن المساندة الأمريكية المطلقة لإسرائيل والصهيونية ما هي إلا وسيلة لخلق قاعدة عسكرية في منطقة الشرق الأوسط، حيث تحاول أمريكا من خلال إسرائيل فرض وجودها في المنطقة حفاظا على مصالحها وليس إلا. ونجد أنه على مر التاريخ لم تكن مساندة حكام الدول الغربية لليهود وإسرائيل إلا للخلاص من مشكلة اليهود كأقليات منتشرة في العديد من البلدان وتصدير تلك المشكلة إلى الشرق الأوسط والعرب.

## اللوبي الصهيوني
يناقش الكتاب أيضا موضوع اللوبي الصهيوني وهيمنة اليهود على السياسة والإعلام الغربيين، ويؤكد أن من يروج لهذه الإدعاءات هم اليهود أنفسهم ويسوقون الأدلة والروايات غير الحقيقية في كثير من الأحيان لتأكيد مدى تاثيرهم في صناع القرار في أمريكا بالذات ويعض دول أوروبا بوجه عام.

## النموذج الاختزالي والنموذج المركب
ويتناول الكتاب في آخر فصوله ما يسمى بالنموذج الاختزالي والنموذج المركب وخصائص كل منهما، حيث يتسم النموذج الاختزالي بالبساطة الشديدة ويفترض أن الظواهر الإنسانية ما هي إلا سبب ونتيجة ومثال على ذلك تفسير أي جريمة أو مؤامرة تحاك ضد العرب على أنها بسبب الخطة الصهيونية الكبرى وأنه لا حيلة لنا فيما يحدث حولنا.
أما النموذج المركب فهو على العكس من ذلك، (هو النموذج الذي يحوي عناصر متداخلة مركبة (أهمها الفاعل الإنساني ودوافعه) بحيث يعطي الإنسان صورة مركبة عن الواقع ولا يختزل أيا من عناصره أو مستوياته المتعددة أو تناقضاته أو العوامل المادية والروحية، المحدودة واللامحدودة والمعلومة والمجهولة التي تعتمل فيه).